# Robert Chodat
Robert Hippolyte Chodat, född den 6 april 1865 i Moutier, död den 28 april 1934 i Genève, var en schweizisk botaniker samt professor och direktör för det botaniska institutet vid Université de Genève.
Chodat var den främste auktoriteten inom familjen jungfrulinsväxter. 1933 tilldelades han Linnean Medal.
Auktorsnamnet Chodat kan användas för Robert Chodat i samband med ett vetenskapligt namn inom botaniken; se Wikipediaartiklar som länkar till auktorsnamnet.